# De lustige zwervers
De lustige zwervers is een Belgische gagstrip van Willy Vandersteen.

## Inhoud
De strip gaat over de avonturen van twee zwervers genaamd Job en Bob. In het begin helpen ze vooral het blinde meisje Fientje en krijgen ze te maken met een Agent 17. Vervolgens worden ze ingehuurd door verscheidene personen om allerlei klusjes uit te voeren.

## Publicatiegeschiedenis

### Voorgeschiedenis
Vanaf 1945 werden de strips in het stripblad Ons Volkske door Marc Sleen getekend. Toen men aan Sleen vroeg om een historisch en realistisch stripverhaal voor het tijdschrift te tekenen, huurde hij tijdelijk Vandersteen in. Die tekende Ridder Gloriant voor het blad. Later tekende hij dan af en toe humoristische gagstrips voor het blad zoals De vrolijke bengels en Het plezante circus.

### Vandersteen (1958-1960)
Vanaf 17 april 1958 tot 11 augustus 1960 verschenen er dan 122 gags van Willy Vandersteen in Ons Volkske. De reeks werd verder uitgewerkt door Studio Vandersteen. Zo hielp Eduard De Rop ook mee met De lustige zwervers. Er verschenen toen nog geen albums van deze reeks.
Vandersteen stierf in 1990 en in zijn testament staat dat al zijn reeksen verdergezet mochten worden behalve De Geuzen. De lustige zwervers is echter tot nu toe niet verdergezet.

### Albumuitgaven: Fenix-collectie
De gags werden enkele decennia later in albumvorm uitgegeven. Het verscheen in 2017 en 2018 als onderdeel van de stripcollectie Fenix-collectie en de gags werden gebundeld in drie albums. Eric De Rop tekende de omslag voor de nieuwe albums.

## Albums
Er verschenen drie albums die uitgegeven werden door Brabant Strip.
1. Deel 1 (2017)
2. Deel 2 (2018)
3. Deel 3 (2018)

## Trivia
- Volgens Vandersteens biograaf Peter Van Hooydonck is deze reeks een voorloper van Vandersteens latere reeks Robert en Bertrand.